# Coleophora plurifoliella
Coleophora plurifoliella é uma espécie de mariposa do gênero Coleophora pertencente à família Coleophoridae.